# Banco de Crédito Real de Minas Gerais
O Banco de Crédito Real de Minas Gerais ou Credireal foi um banco fundado em 1889 por Bernardo Mascarenhas, Francisco Batista de Oliveira e Marcelino de Brito Ferreira de Andrade.

## História
Até a década de 1920, foi o único banco da Zona da Mata Mineira. Surge como um empreendimento financiado basicamente pelo capital agrário local, liderado por importantes fazendeiros da região. Já em 1891, assume as funções de "banco misto", reunindo operações de longo e curto prazo.
O controle acionário é assumido pelo Estado em 1911, e em 1919 este realiza sua encampação efetiva, transformando o Credireal em uma instituição oficial.
Foi adquirido em agosto de 1997 pelo Banco de Crédito Nacional (BCN) e em dezembro do mesmo ano o BCN foi vendido pelo Bradesco, com todas as suas 84 agências sendo convertidas até março de 1998.
Em sua sede, em Juiz de Fora, funciona atualmente o Museu do Crédito Real.